# Horor

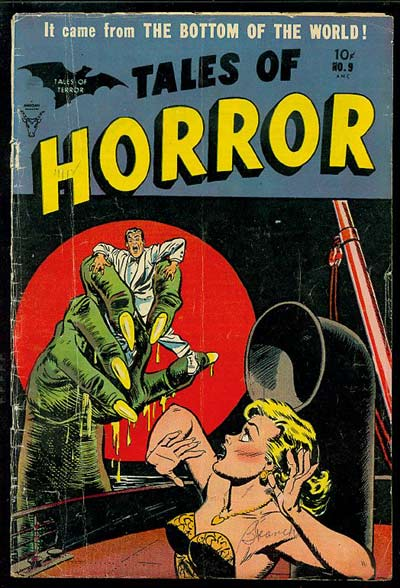
Hororový časopis (1954)

Horor (z lat. horror – hrůza, zděšení) je umělecký žánr, jehož cílem je u čtenáře nebo diváka vyvolat pocit strachu a děsu. Nejde tedy o pojem obsahový, ale estetický, jehož naplnění závisí především na formě podání – například klasická pohádka o červené Karkulce může být vyprávěna jako horor.
Horory pak mohou souviset s jinými uměleckými žánry – existují horory „reálné“, například detektivní, ale i science fiction nebo fantasy. Horor úzce souvisí s thrillerem – za thriller je někdy považován horor, který neužívá v příběhu nadpřirozené prvky, jindy se za thriller považuje příběh, který na rozdíl od hororu nemá vyvolat strach, ale napětí.
Horor zpravidla stojí na okraji zájmu uměleckých kritiků, kdy je považován[kým?] za poněkud pokleslý žánr, jelikož jeho smyslem je vyvolání negativních emocí. Nicméně závisí především na osobě autora, jak s hororovým námětem naloží, například hororové dílo Edgara Allana Poea v literatuře nebo Alfreda Hitchcocka ve filmu je zcela plnohodnotným uměním.

## Původ slova
Výraz horor byl do češtiny převzat z angličtiny, ale slovo původně pochází z latinského horror, třes; hrůza, zděšení.

## Historie
Děsivé situace se vyskytují už v nejstarších zaznamenaných příbězích. Mnoho mýtů a legend používá scénář nebo archetypy příznačné pro pozdější horory. Příběhy o démonech a upírech ve starých babylónských, indických, čínských a japonských mýtech a folklóru, stejně jako některé lidové pohádky, které sepsali bratři Grimmové, jsou dosti děsivé.
Moderní horor se vyvinul z gotických románů, které na konci 18. století vytvářeli Horace Walpole (1717–1797) (Otrantský zámek), Ann Radcliffová (1764–1823) (Záhady Udolfa) nebo Matthew Gregory Lewis (1775–1818) (Mnich). Na ně pak v 19. století navázali další autoři. Romány Dracula Brama Stokera (1847–1912) (inspirovaný povídkou Vampýr Johna W. Polidoriho) (1795–1821), Frankenstein Mary Shelleyové (1797–1851), Ďáblův elixír E. T. A. Hoffmanna (1776–1822) a do jisté míry i Podivný případ Dr. Jekylla a pana Hyda Roberta Louise Stevensona (1850–1894) jsou dnes považovány za základní díla hororového žánru, stejně jako mnohé povídky Edgara Allana Poea (1809–1849) (Černý kocour, Předčasný pohřeb, Jáma a kyvadlo).
Ve 20. století především na Poeovo dílo navázal Howard P. Lovecraft (1890–1937). Stejně jako horory 19. století, i Lovecraftovo dílo v sobě často zahrnuje prvky sci-fi (Barva z kosmu) a fantasy (Vyděděnec). Také v díle spisovatele sci-fi Raye Bradburyho (1920–2012) se objevují hororové prvky.
K rozvoji hororu výrazně napomohl rozmach filmu, protože audiovizuální stránka vyvolává emoce snadněji než kniha. Mezi nejlepší režiséry hororů patřil Angličan Alfred Hitchcock (1899–1980), jehož filmy se staly základem některých hororových odvětví. Například podle příběhové linky filmu Ptáci byla vytvořena celá řada napodobenin, kdy je maloměsto zahlceno kolonií nějakých živočichů – ať už jde o pavouky, piraně, krysy, netopýry atd. Dalším světově uznávaným režisérem hororů je Ital Dario Argento , který jako první spojil detektivní žánr a horor ve filmu Tmavě červená z roku 1975.
Od 70. let 20. století patří mezi nejvýznamnější autory hororové literatury Stephen King (*1947) (Carrie, Prokletí Salemu, Řbitov zviřátek, To), přičemž většina jeho děl byla i zfilmována. Je rovněž autorem studie Danse macabre, což je jedna z nejpodrobnějších publikací, zabývajících se tématem hororu.
Z filmových hororů často dosáhnou široké popularity studentské nebo s nízkými náklady natočené filmy (Lesní duch, Záhada Blair Witch, Saw).
Z českých autorů se hororu věnoval v malé míře Jakub Arbes (1840–1914) a poněkud častěji Ladislav Fuks (1923–1994) (zejména příběhy Spalovač mrtvol a Myši Natálie Mooshabrové obsahují hororové prvky). Z filmových režisérů horory tvoří Juraj Herz (1934–2018) (Spalovač mrtvol podle Fukse, nově T. M. A.) a Jiří Barta (*1948) (loutkový film Krysař). Známý a námětově neotřelý je také český horor Upír z Feratu, který roku 1981 natočil režisér Juraj Herz. Tento film má určité prvky parodie. Dalším výrazným žánrovým počinem 80. let byl snímek Vlčí bouda (1986) od Věry Chytilové (1929–2014). Na Slovensku byl natočen první horor až v roce 2006 — Výlet, druhý následoval v roce 2008 — Prekvapenie a třetí v roce 2012 — Spiknutie. Všechny je režíroval Gabriel Hoštaj (*1977).
Po roce 1989 v České republice nevzniklo mnoho profesionálních hororů (výjimkou budiž výše zmíněná T.M.A.), horor se ale stal oblíbeným žánrem studentských a amatérských tvůrců. Z amatérských filmařů věnujících se opakovaně hororovému žánru stojí za zmínku například Roman Vojkůvka (Neusínej, Někdo tam dole mě má rád, Total Detox, Neusínej 2) nebo Lukáš Bulava (Šest prstů v zeleném, Oči starého kostelníka, Karbon), ze studentských např. Pavel Soukup (Třída smrti, Lesapán) nebo Robin Kašpařík (Bez dechu, Seance). Jak amatérští, tak studentští tvůrci se podíleli na antologii krátkých hororových filmů Pionýři hororu (2013) a jejím pokračování, Pionýři hororu 2 (2015), kterou produkovali manželé Josef Blažek a Adela Blažek Hrivnáková (v obou sériích jsou zastoupeni i jako scenáristé).
Hororově laděné bývají rovněž některé počítačové hry (Bioshock, Silent Hill). Hororové výtvarném umění se uplatňuje například v komiksu nebo v díle výtvarníka Hans Ruedi Gigera (model „vetřelce“ pro slavnou sérii filmů Vetřelec).
Hororová hudba slouží především pro dokreslení atmosféry filmů.

## Prvky fantasy v hororech
Jako děsivý prvek v hororu je často použito „nadpřirozené zlo“, kterým může být ďábel, démon či démoni, duchové, upíři, lykantropové, temní bozi nebo čarodějové. To samozřejmě není úplný výčet prvků fantasy: například duch může být děsivý i pokud není zlý.
V hororu s prvky fantasy zpravidla nezáleží na identitě „zla“: vysvětlení jeho podstaty je často jen zběžné, vlastnosti různých představitelů se liší či prolínají (upíři mívají vlastnosti lykantropů, démoni upírů apod.). Jejich charakteru se jen zřídka věnuje pozornost: jsou to jednoduše zabijáci. Ostatní hrdinové často nemají šanci je porazit, jejich „vítězstvím“ je prostě přežít. Ve fantasy je snaha o přesnější specifikaci vlastností těchto bytostí, nemusí být vždy zlí, mají složitější charakter. Rozdíl mezi schopnostmi těchto bytostí a schopnostmi kladných hrdinů bývá menší.

## Známé horory

### Film
Realistické
- Steven Spielberg: Čelisti (Jaws)
- Eli Roth: Hostel (Hostel)
- Jonathan Demme: Mlčení jehňátek (The Silence of the Lambs)
- James Wan: Saw: Hra o přežití (Saw)
- Alfred Hitchcock: Psycho (Psycho)
- Tobe Hooper: Texaský masakr motorovou pilou (The Texas Chain Saw Massacre)
- Wes Craven: Vřískot (Scream)

Science fiction
- David Cronenberg: Moucha (The Fly)
- Ed Wood: Plán 9 z vesmíru ()
- Ridley Scott: Vetřelec (Alien)
- Vincenzo Natali: Kostka (Cube)

Fantasy
- Sam Raimi: Evil Dead
- Clive Barker: Pekelník (Hellraiser)
- Merian C. Cooper, Ernest B. Schoedsack: King Kong (King Kong)
- Gore Verbinski: Kruh (The Ring)
- Takaši Šimizu: Nenávist (The Grudge)
- Wes Craven: Noční můra v Elm Street (A Nightmare on Elm Street)
- Alfred Hitchcock: Ptáci (The Birds)
- M. Night Shyamalan: Šestý smysl (The Sixth Sense)
- Alejandro Amenábar: Ti druzí (Los otros)
- Stanley Kubrick: Osvícení (The Shining)
- Eduardo Sanchez, Daniel Myrick: Záhada Blair Witch (The Blair Witch Project)
- Oren Peli : Paranormal Activity